# Bình San điệp thúy
Bình San điệp thúy (chữ Hán: 屏山疊翠, có nghĩa là Núi dựng một màu xanh), là tên hai bài thơ của Mạc Thiên Tứ; một bằng chữ Hán được xếp trong tập Hà Tiên thập vịnh (khắc in năm 1737); một bằng chữ Nôm được xếp trong tập Hà Tiên thập cảnh khúc vịnh (chưa được khắc in).
Cả hai bài đều miêu tả cảnh đẹp của núi Bình San hay Bình Sơn, một trong mười thắng cảnh của đất Hà Tiên xưa. Nay núi thuộc phường Bình San, thành phố Hà Tiên, tỉnh Kiên Giang, Việt Nam.

## Giới thiệu đề tài
Bình San là một dãy núi như bức bình phong che chắn gần hết mặt phía Tây thành Hà Tiên xưa. Điệp Thúy có nghĩa là ngút ngàn, lớp lớp một màu xanh trập trùng.. Núi này còn có tên gọi là núi Lăng, vì trên núi có lăng mộ Mạc Cửu, con cháu họ Mạc và các vị quan văn võ khác.

## Giới thiệu thơ

### Bài chữ Hán
| Nguyên tác: 屏山疊翠 籠葱草木自岧嶢， 疊嶺屏開紫翠嬌。 雲靄匝光山勢近， 雨餘夾麗物華饒。 老同天地鐘靈久， 榮共烟霞屬望遙。 敢道河仙風景異， 嵐堆鬱鬱樹蕭蕭。 | Bình san điệp thúy Lông thông thảo mộc tự thiều nghiêu, Điệp lĩnh bình khai tử thúy kiều. Vân ái táp quang sơn thế cận, Vũ dư giáp lệ vật hoa nhiêu. Lão đồng thiên địa chung linh cửu, Vinh cộng yên hà chúc vọng dao. Cảm đạo Hà Tiên phong cảnh dị, Lam đồi uất uất thụ tiêu tiêu. |

### Bài chữ Nôm
Bài này nằm trong tập Hà Tiên thập cảnh khúc vịnh, gồm một khúc vịnh dài 30 câu, và kết thúc bằng một bài thơ Đường luật như sau:
Một bước càng thêm một thú yêu,
Lằn cây vít đá vẽ hay thêu?
Mây tòng khói liễu, chồng rồi chập,
Đàn suối ca chim, thấp lại cao.
Ngọc luật Trâu ông chăng phải trổi,
Ngòi sương Ma Cật đã thua nhiều.
Đến đây mới biết lâm tuyền quới,
Dám trách Sào Do lánh Đế Nghiêu .

## Phân tích
Bình Sơn điệp thúy là cảnh thứ hai trong Hà Tiên thập cảnh. Đầu bài này sóng đôi với đầu bài thứ nhất là Kim Dữ lan đào. Cảnh Kim Dữ là địa điểm chiến lược, thì cảnh Bình San là chốn an nhàn, thanh tú.
Đề cập bài luật Nôm, trong Văn học Hà Tiên do Đông Hồ biên soạn, có đoạn phân tích đại để như sau:
Hai câu đầu: tả vẻ đẹp thanh tú của cảnh, với lằn cây vết đá như vẽ như thêu. Câu ba và bốn: tả mây tùng, khói liễu, đàn suối, chim ca. Ở đây, tác giả khéo dùng cụm từ: chồng rồi chập để diễn tả. Câu năm: thừa ý câu bốn, vì tác giả nghĩ rằng đã có khúc hòa tấu thiên nhiên rồi, thì cần gì phải nghe âm nhạc nhân tạo, dù là của Trâu ông (người âm luật học có tài) đi chăng nữa. Câu sáu: thừa ý câu hai & ba. Vì đã có lằn cây vết đá như vẽ như thêu, khói liễu mây tùng chồng chập thì cần chi phải nhìn tranh sơn thủy, dù là của danh họa Vương Duy. Câu bảy và tám: Tác giả kết luận rằng có Bình San, mới biết chốn lâm tuyền là quý; rồi mới hiểu vì sao Sào Phủ và Hứa Do từ chối ngôi vua.
Đối với bài Hán thi, trong sách trên cũng có phần phân tích, tóm lược như sau:
Bốn câu đầu tả cảnh đẹp của núi Bình San. Câu năm và sáu: vừa tả khí thế bề lâu, vừa tự hào khí thế của mình cùng ý mong cầu sự nghiệp được vững bền như non núi. Câu bảy & tám: ý tác giả muốn nói, tuy là núi Bình San không thể sánh với những danh lam khác, nhưng mà một ngọn đồi nhỏ nhắn, một màu xanh nhẹ nhàng cũng đủ là một cảnh đặc biệt, có bản sắc riêng. Câu kết hô ứng với câu hai, nhắc lại lần nữa ý đầu bài, làm nổi rõ thêm màu sắc của ngàn xanh điệp thúy.